# گورودو (فیلم)
گورودو (به هندی: Gurudev) فیلمی محصول سال ۱۹۹۳ و به کارگردانی وینود مهرا است. در این فیلم بازیگرانی همچون سری دوی، آنیل کاپور، ریشی کاپور، قادرخان، کیران کومار، دنی دنزونگپا، پران، لاکسیمیکانت برد ایفای نقش کرده‌اند.